# Caecostenetroides ischitanum
Caecostenetroides ischitanum là một loài chân đều trong họ Gnathostenetroididae. Loài này được Fresi & Schiecke miêu tả khoa học năm 1968.